# Francesco Consorti
Francesco Consorti (* im 15. Jahrhundert; † im 16. Jahrhundert) war von 1499 bzw. 1503 bis 1516 in Venedig als Buchdrucker tätig. 
Die Lebensdaten von Consorti sind unbekannt. Consorti stammte ursprünglich aus Lucca und war Presbyter und Kantor im Markusdom. Ab 1502 arbeitete er mit dem Buchdrucker Bernardino Vitali zusammen. Ein anderer Kompagnon war ein Felice Consorti, ein Priester aus Venedig. Unklar ist, ob beide miteinander verwandt waren.